# 王度 (順治三甲進士)
王度，字平子，山東泰安县人，清朝官员、進士出身。

## 生平
順治三年（1646年）丙戌科進士，授山西陽和縣知縣，后改刑部四川司郎中。順治十四年，任河南按察使司副使，同年改直隸大名道。順治十六年，任太僕寺少卿。順治十八年，任右通政、大理寺卿。康熙二年，任倉場侍郎。